# Berliner Fußballmeisterschaft 1920/21
Die Berliner Fußballmeisterschaft 1920/21 war die zehnte unter dem Verband Brandenburgischer Ballspielvereine (VBB) ausgetragene Berliner Fußballmeisterschaft. Die Meisterschaft wurde in dieser Saison in zwei Gruppen zu je sechs Mannschaften im Rundenturnier im Hin- und Rückspiel ausgetragen. Die beiden Gruppensieger spielten dann im Finale um die Berliner Fußballmeisterschaft. Am Ende konnte Vorwärts 90 Berlin das Finale gegen den BFC Preußen gewinnen, wurde zum ersten Mal Berliner Fußballmeister und qualifizierte sich dadurch für die deutsche Fußballmeisterschaft 1920/21. Nach einem 2:1-Auswärtssieg gegen den Stettiner SC im Viertelfinale und einem 2:1-Sieg nach Verlängerung im Halbfinale gegen den Duisburger SpV, erreichten die Berliner das Finale der deutschen Fußballmeisterschaft. Bei diesem am 12. Juni 1921 in Düsseldorf stattfindenden Finale verlor Vorwärts 90 Berlin recht deutlich mit 0:5 gegen den 1. FC Nürnberg und wurde Vizemeister.

## Modus
Ähnlich zur letzten Saison gab es zuerst vier Kreisligen. Deren Sieger, Zweit und Drittplatzierten qualifizierten sich für die Berliner Verbandsliga, in der die Berliner Fußballmeisterschaft ausgespielt wurde. Der Berliner Pokalsieger erhielt, anders als im letzten Jahr, keinen Startplatz. Diese Verbandsliga diente fortan als oberste Berliner Fußballliga. Da zur kommenden Saison die Teilnehmeranzahl erhöht wurde, gab es in dieser Saison keine Absteiger.
| Kreis     | Kreismeister       | weitere Teilnehmer                                        |
| --------- | ------------------ | --------------------------------------------------------- |
| Nordkreis | SV Norden-Nordwest | BFC Hertha 1892, BFC Alemannia 90                         |
| Ostkreis  | VfB Pankow         | BFC Preußen, SC Union Oberschöneweide                     |
| Südkreis  | Vorwärts 90 Berlin | BTuFC Union 1892, Berliner SV 1892                        |
| Westkreis | Minerva 93 Berlin  | FC Union-SC Charlottenburg, Berliner Tennis-Club Borussia |

## Verbandsliga

### Gruppe A
| Pl. | Verein                        | Sp. | S | U | N | Tore    | Quote | Punkte |
| --- | ----------------------------- | --- | - | - | - | ------- | ----- | ------ |
| 1.  | BFC Preußen                   | 10  | 5 | 5 | 0 | 022:800 | 2,75  | 15:50  |
| 2.  | Minerva 93 Berlin             | 10  | 5 | 1 | 4 | 020:150 | 1,33  | 11:90  |
| 3.  | BFC Alemannia 90              | 10  | 4 | 2 | 4 | 022:210 | 1,05  | 10:10  |
| 4.  | FC Union-SC Charlottenburg    | 10  | 3 | 4 | 3 | 010:120 | 0,83  | 10:10  |
| 5.  | SV Norden-Nordwest            | 10  | 3 | 1 | 6 | 020:250 | 0,80  | 07:13  |
| 6.  | Berliner Tennis-Club Borussia | 10  | 2 | 3 | 5 | 018:310 | 0,58  | 07:13  |

### Gruppe B
| Pl. | Verein                       | Sp. | S | U | N | Tore    | Quote | Punkte |
| --- | ---------------------------- | --- | - | - | - | ------- | ----- | ------ |
| 1.  | Vorwärts 90 Berlin           | 10  | 7 | 2 | 1 | 023:120 | 1,92  | 16:40  |
| 2.  | SC Union Oberschöneweide (M) | 10  | 5 | 4 | 1 | 017:110 | 1,55  | 14:60  |
| 3.  | VfB Pankow                   | 10  | 2 | 6 | 2 | 007:700 | 1,00  | 10:10  |
| 4.  | BFC Hertha 1892              | 10  | 3 | 4 | 3 | 009:110 | 0,82  | 10:10  |
| 5.  | Berliner SV 1892             | 10  | 1 | 4 | 5 | 010:200 | 0,50  | 06:14  |
| 6.  | BTuFC Union 1892             | 10  | 1 | 2 | 7 | 009:140 | 0,64  | 04:16  |

| (M) | Titelverteidiger |

## Finale Berliner Fußballmeisterschaft
Das Hinspiel fand am 8. Mai 1921, das Rückspiel am 15. Mai 1921 statt.
|                                             | Gesamt |                                      | Hinspiel | Rückspiel |
| ------------------------------------------- | ------ | ------------------------------------ | -------- | --------- |
| Vorwärts 90 Berlin (Gruppensieger Gruppe B) | 4:1    | BFC Preußen (Gruppensieger Gruppe A) | 2:1      | 2:0       |